# Nissan Caravan
'Nissan Caravan / Nissan Urvan — мікроавтобуси, які компанія Nissan випускає з 1973 року.
Усі покоління використовують бескапотний підхід завдяки постановам японського уряду щодо розмірів, які щорічно оподатковують великі транспортні засоби, а бескапотний підхід максимізує внутрішній простір, залишаючись у межах визначених зовнішніх розмірів.
До 1973 року двійник Caravan, Homy, пропонувався як окреме покоління з 1965 по 1976 рік. Homy виготовлявся та продавався Prince Motor Company до злиття Nissan у 1965 році, і Homy був першим автомобілем, який придбаний компанією Nissan. Після злиття в серпні 1966 року, оскільки у Nissan не було великої пасажирської платформи, Prince Homy був «перероблений» як Caravan, а назва бренду була змінена з Prince на Nissan. Злиття було завершено до 1970 року. У нього було шасі з середньотоннажним пікапом Prince Homer.
Друге покоління Homy 1976 року продавалося як двійник Nissan Caravan 1973 року, який продавався в дилерських центрах Nissan Prince Store, тоді як Caravan був ексклюзивним для Nissan Bluebird Store. Перше покоління серії B640, яке було замінено на Nissan серії T20, виготовлялося з 1965 по 1976 рік, друге покоління E20 виготовлялося з 1976 по 1980 рік, а третє покоління E23 виготовлялося з 1980 по 1986 рік. Останнє покоління E24 виготовлялося з 1986 року. до 1999 р. і замінений на Nissan Elgrand.
Механічно Nissan Caravan і Nissan Homy були ідентичні. Його традиційним конкурентом від Toyota є HiAce.
Найбільшим пасажирським фургоном Nissan є Nissan Civilian, представлений у 1959 році, а їх меншою платформою був Nissan Vanette.
З 2012 року називається Nissan NV350.

## B640 (1965-1973)

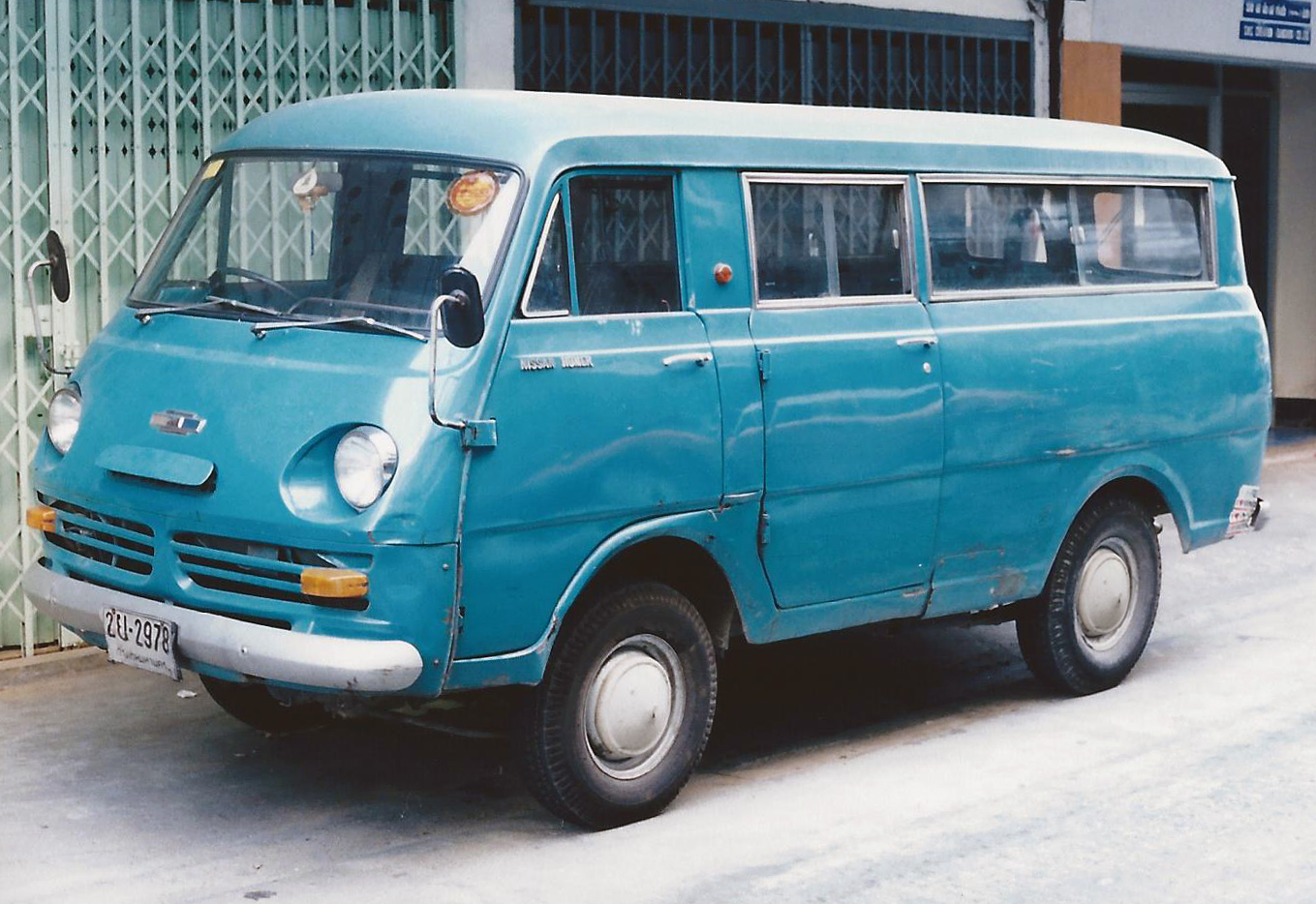
Nissan Prince Homy

Prince Homy (B640) був версією пасажирського фургона легкої вантажівки Prince Homer і мав місткість до 15 осіб. У 1966 році, коли почалося злиття Prince-Nissan, він спочатку називався Nissan Homy Prince, поділяючи обов’язки з перевезення вантажів з універсалами Prince Skyway і Prince Gloria; ім’я Prince стало дилерською мережею в організації Nissan у 1970 році. Nissan Homy отримав код моделі T20, а в 1972 році транспортний засіб було перекласифіковано як комерційний, щоб відповідати японському закону про дорожній рух 1970 року.
Nissan інтегрував раніше створений продукт під назвою Nissan Caball як безкапотну вантажівку та вантажний фургон, але замінив його на Homy. З 1973 року Homy також випускався під маркою Nissan Caravan, щоб відповідати різноманітним дилерським мережам Nissan.

## E20 / E21 / E22 (1973—1980)

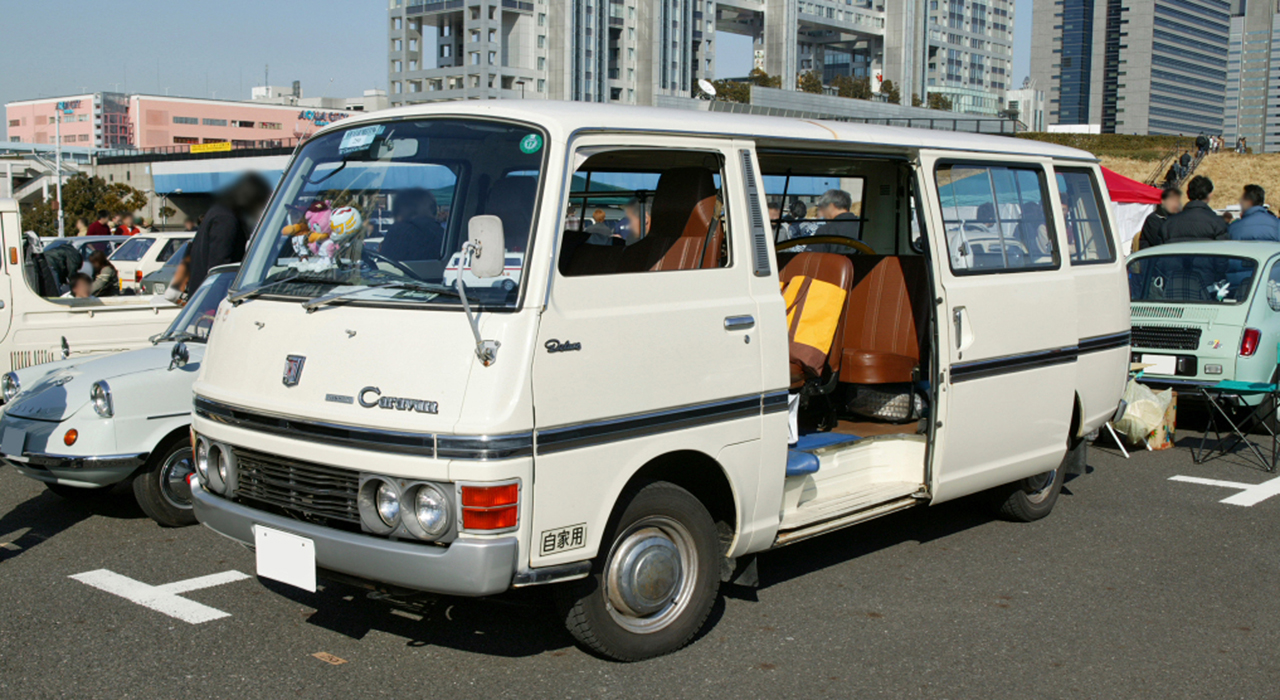
Nissan Caravan 1

Ван і мікроавтобус серії E20 (після-Nissan Type 80, Nissan Caball (C40), Nissan Caball (C140), і Nissan Caball (C240)) Caravan і Urvan випускалися з лютого 1973 року з конфігурацією місць для трьох, п'яти, семи і до 10 пасажирів. Він був ексклюзивним у Японії для Nissan Bluebird Store, тоді як його близнюк Nissan Homy був ексклюзивним для Nissan Prince Store. Він був особливо популярним у Європі, і знову став дуже популярним у пожежних службах і як машини швидкої допомоги в деяких країнах. Керувати ним було дещо складно, оскільки було важко керувати, і він не був доступний з підсилювачем керма. Крім того, важіль перемикання передач розташовувався на підлозі, піднімався на висоту руки і мав невеликий вигин. Ручка перемикання передач мала довжину майже 80 см (2,6 фута), тому її було дещо незграбно перемикати, але вона постачала з п’ятьма передачами, що було незвичним для Європи того часу.
Поставлявся з бензиновими двигунами об'ємом 1,5 і 2,0 л, а також дизельним агрегатом об'ємом 2,2 л. Він випускався, поки не був замінений на E23 Caravan у серпні 1980 року. На експортних ринках перше та друге покоління називалися Datsun Urvan, поки бренд Nissan не замінив його в усьому світі в 1983 та 1984 роках. У 1978 році Nissan додав менший Vanette, оскільки Караван зростав у розмірах і на ринку.

## E23 (1980—1986)

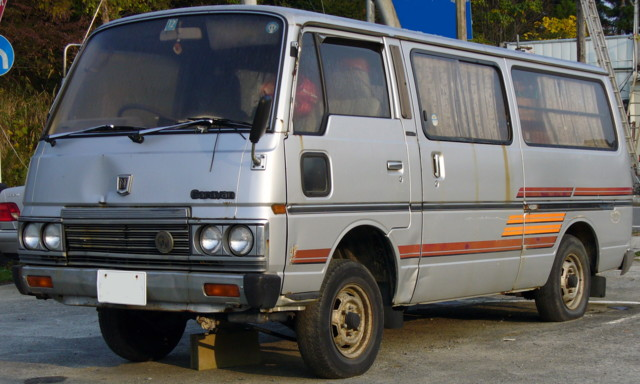
Nissan Caravan 2

## E24 (1986—2001)

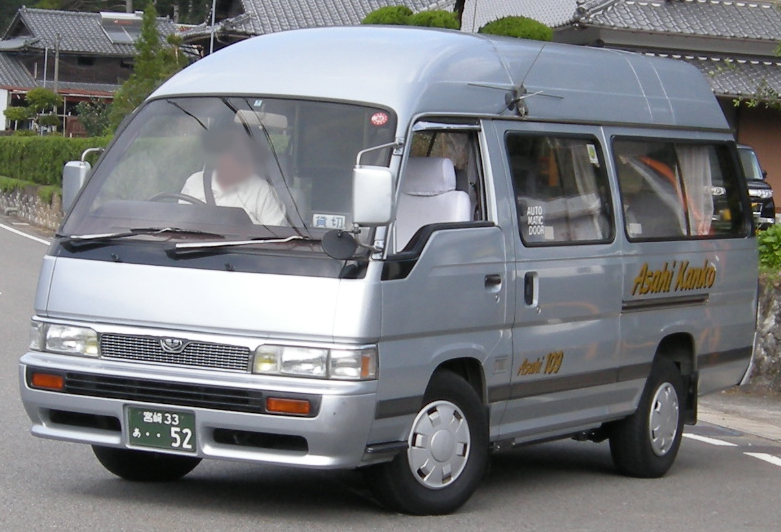
Nissan Caravan 3

Nissan Urvan Е24, запущений у виробництво з вересня 1986 року, в цілому практично повністю відповідав машинам попереднього покоління. Було проведено незначний «фейсліфтінг», форми кузова стали трохи більш округленими, а дизайн кабіни і салону — сучаснішим. З 1987 року на машинах третього покоління стали встановлюватися потужніші двигуни, як карбюраторні та інжекторні (91 — 101 к.с.), так і дизельні (75 — 100 к.с.). З 1996 року в лінійці дизельних двигунів з'явився також чотирициліндровий QD32.
Nissan Urvan E24 експортувався в багато країн світу. У деяких регіонах ці машини продавалися під назвою Nissan King Van. З 2001 року машини третього покоління Nissan Urvan (Е24) змінило четверте (E25), але машини третього покоління досі збирають за ліцензією в Кенії.
На деяких ринках модель продається під брендом Isuzu Fargo.

### Двигуни
- 2.4 L KA24DE I4
- 3.0 L VG30E V6
- 4.5 L V8 (США)
- 2.3 L TD23 diesel I4
- 2.5 L TD25 diesel I4
- 2.7 L TD27 diesel I4
- 2.7 L TD27T1 turbodiesel I4
- 3.2 L QD32 diesel I4

## E25 (2001—2012)
Автомобіль продається також як Isuzu Como E25. На деяких ринках продається під назвою Nissan Urvan E25 або Isuzu Como E25.

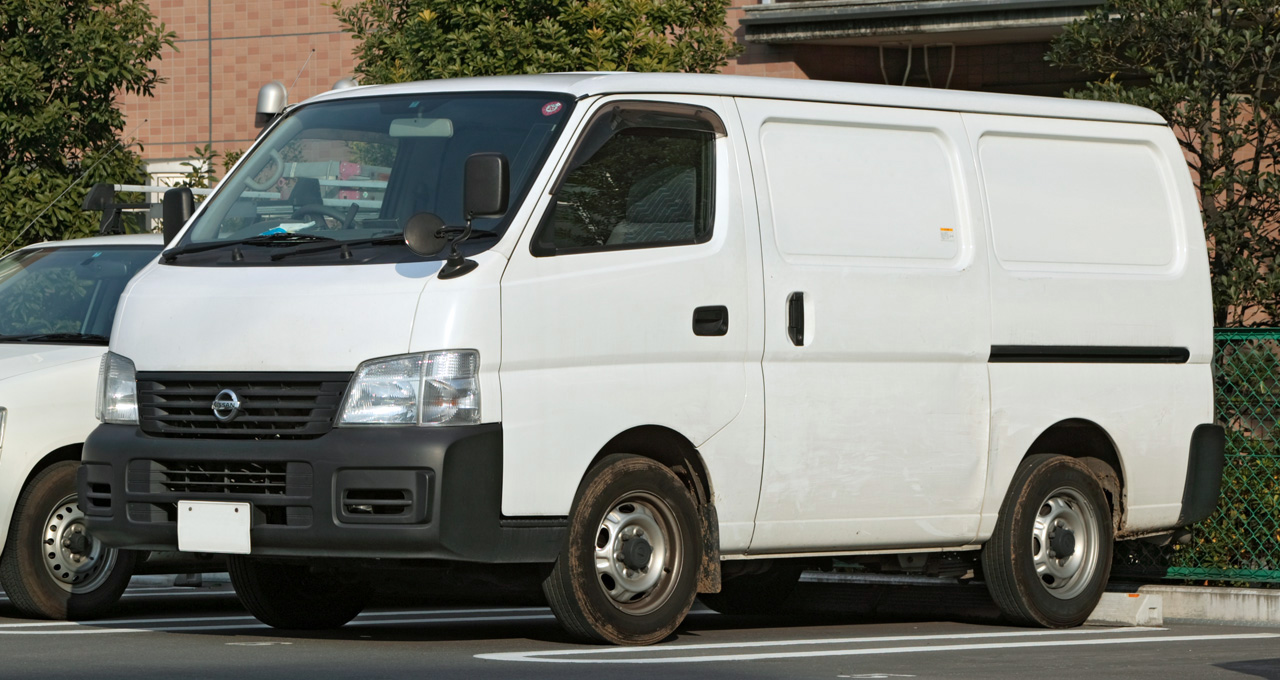
Фургон Nissan Caravan E25 (2001-2005)
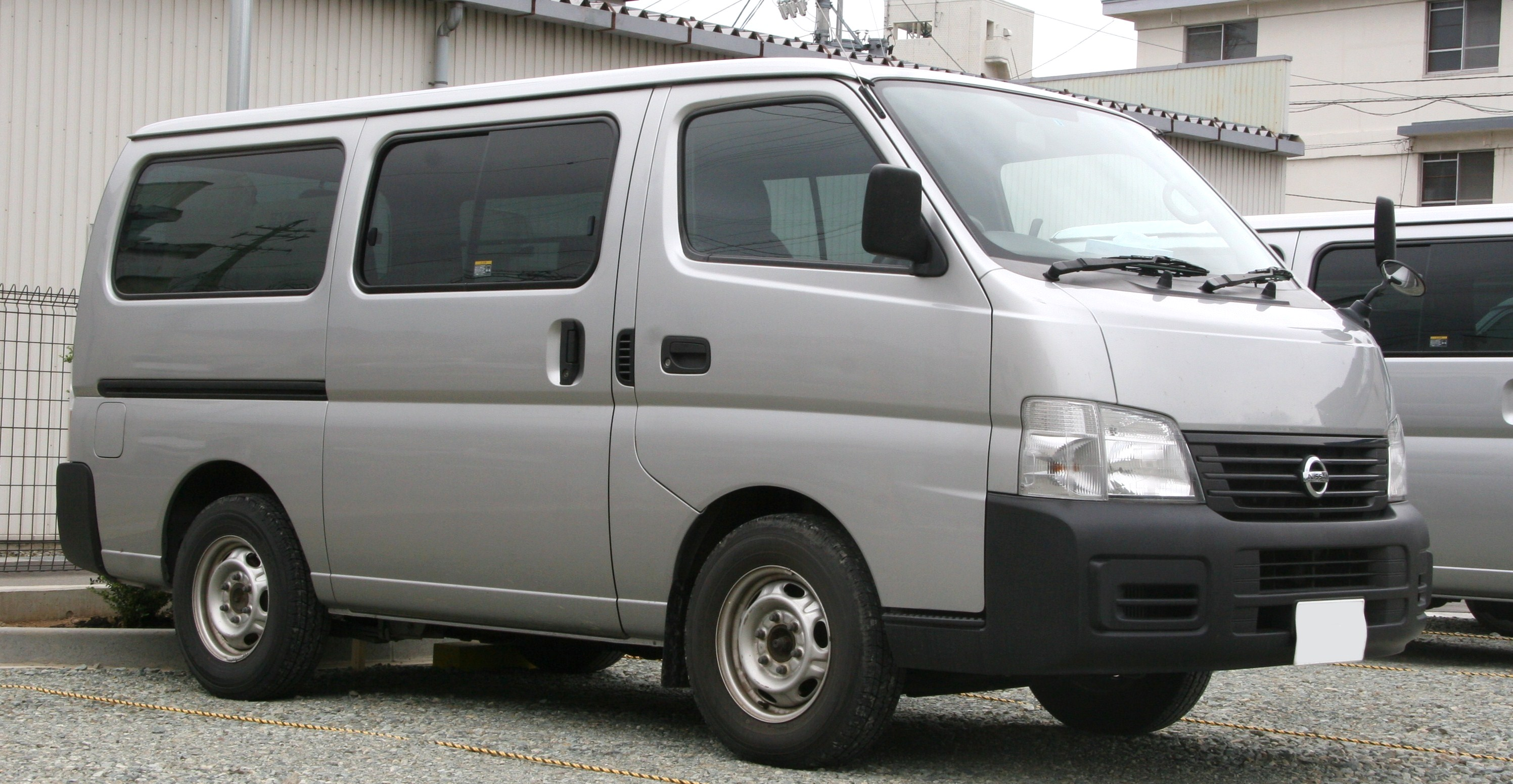
Nissan Caravan E25 (2001-2005)
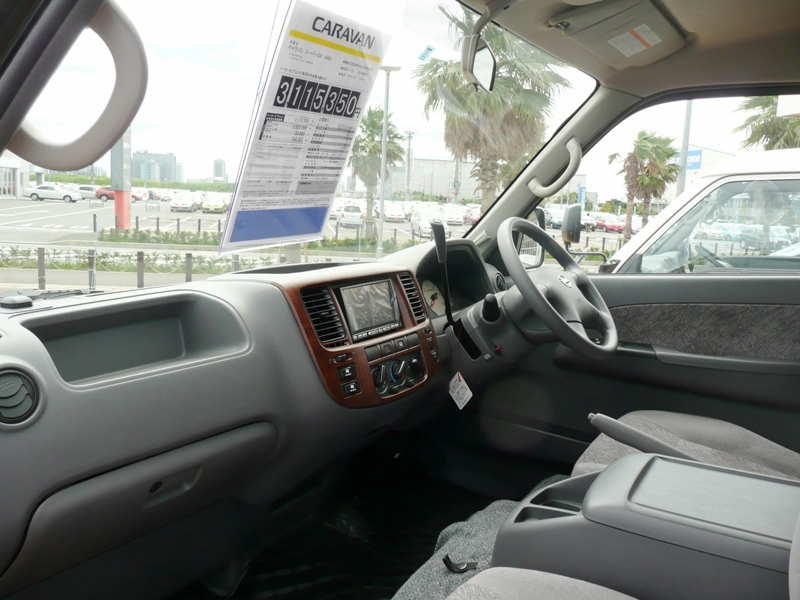

### Двигуни
- 2.0 L I4
- 2.4 L I4
- 2.5 L I4
- 3.0 L ZD30DD I4 (diesel)

## NV350 (2012—наш час)

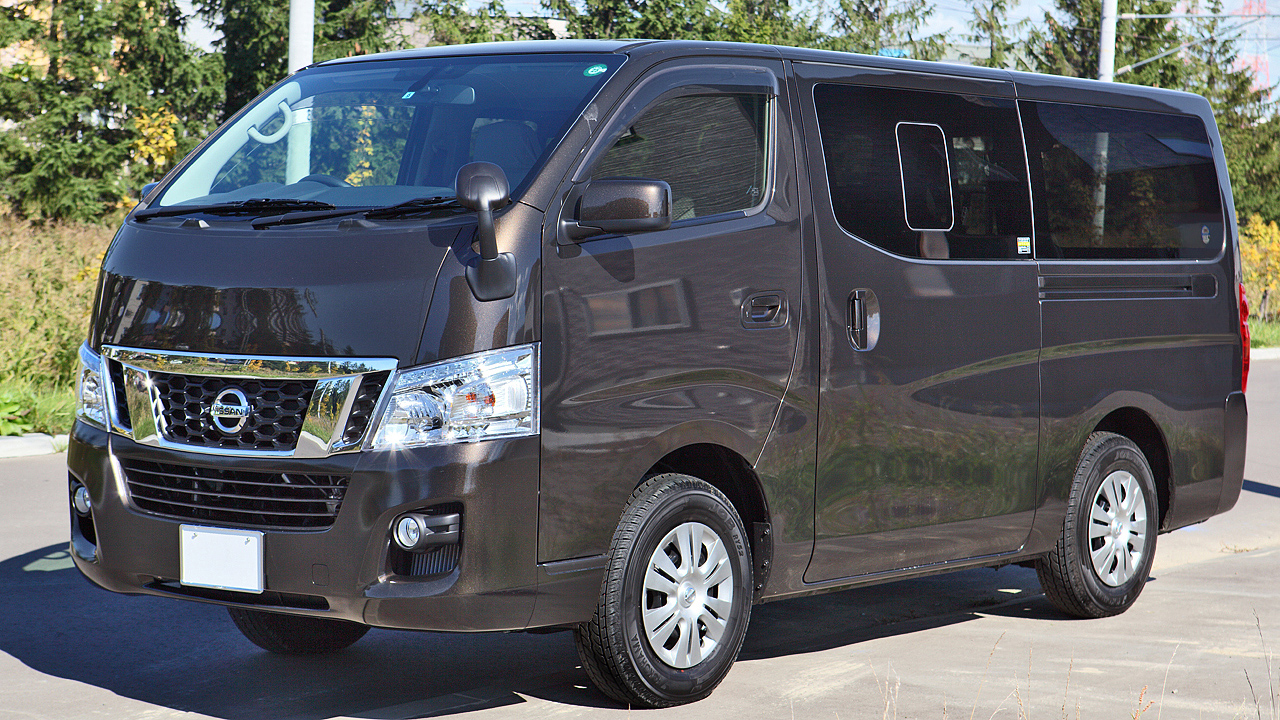
Nissan NV350 Caravan (2012—2017)

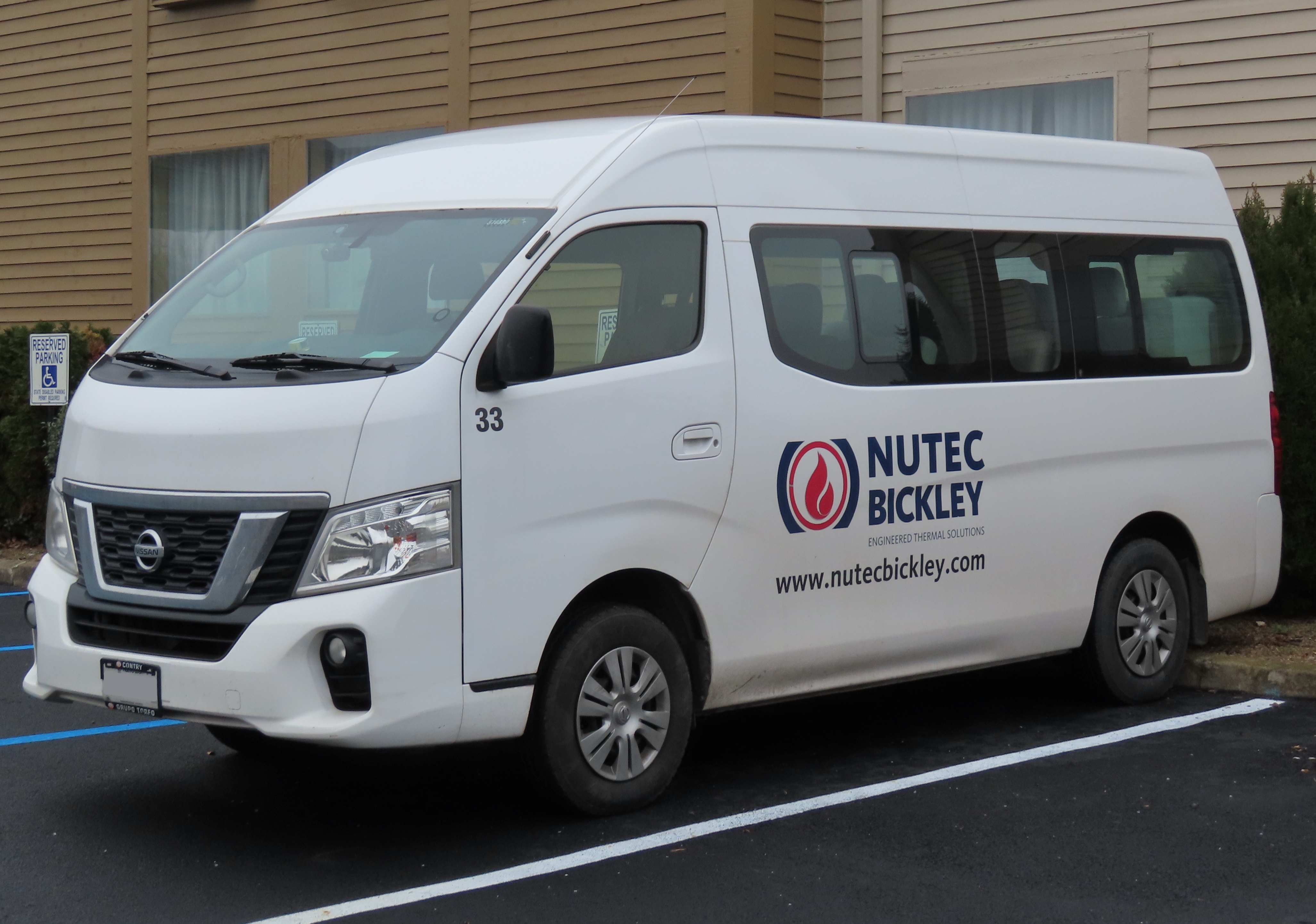
Nissan NV350 Urvan (з 2017)

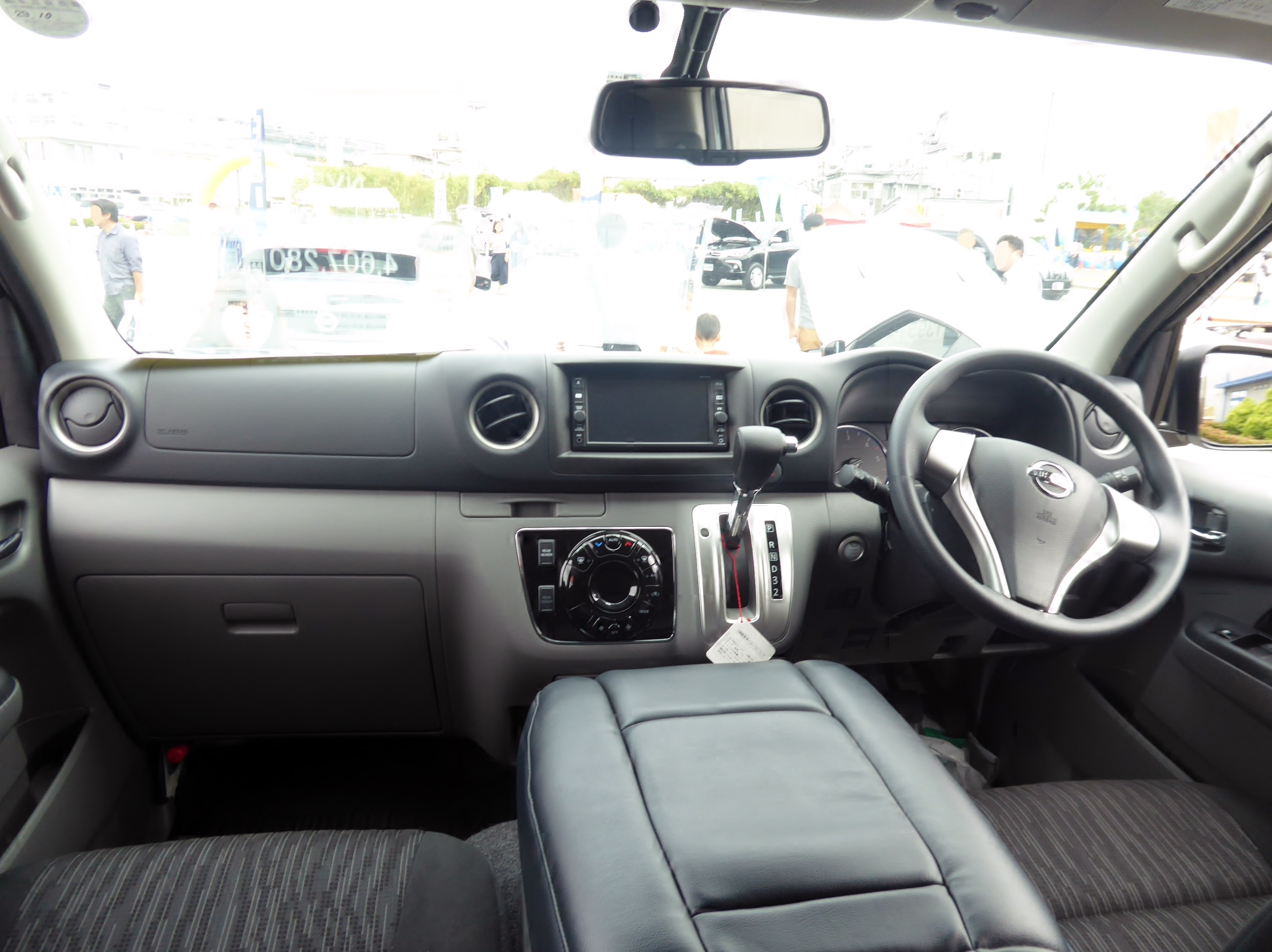

У 2011 році на Tokyo Motor Show представлено заміну моделі Nissan Caravan під назвою NV350 Caravan. Він надійшов у продаж в Японії 15 червня 2012 року. Автомобіль комплектується переднім або повним приводом, бензиновими і дизельним двигунами і 5-ст. автоматичними і механічними коробками передач.
На деяких ринках автомобіль продається під маркою Isuzu Como E26 та Mitsubishi Fuso Canter Van.

### Двигуни
Дизельні
- 2.4 л Mitsubishi 4N16 turbo I4
- 2.5 л YD25DDTi (129 к.с., 356 Нм)

Бензинові
- 2.0 л QR20DE (130 к.с., 178 Нм)
- 2.5 л QR25DE (147 к.с., 213 Нм)